# Ливенцев, Геннадий Владимирович
Геннадий Владимирович Ливенцев (род. 2 мая 1972) — российский самбист, бронзовый призёр розыгрыша Кубка России 2000 года, серебряный призёр чемпионата России 2000 года, бронзовый призёр чемпионата Европы 2000 года в Мадриде, мастер спорта России международного класса. Ливенцев выступал в весовой категории до 100 кг.

## Всероссийские соревнования
- Кубок России по самбо 2000 — ;
- Чемпионат России по самбо 2000 — ;